# Hoplasoma medvedevi
Hoplasoma medvedevi es una especie de insecto coleóptero de la familia Chrysomelidae.
Fue descrita científicamente en 1992 por Samoderzhenkov.